# نیشکر کامل

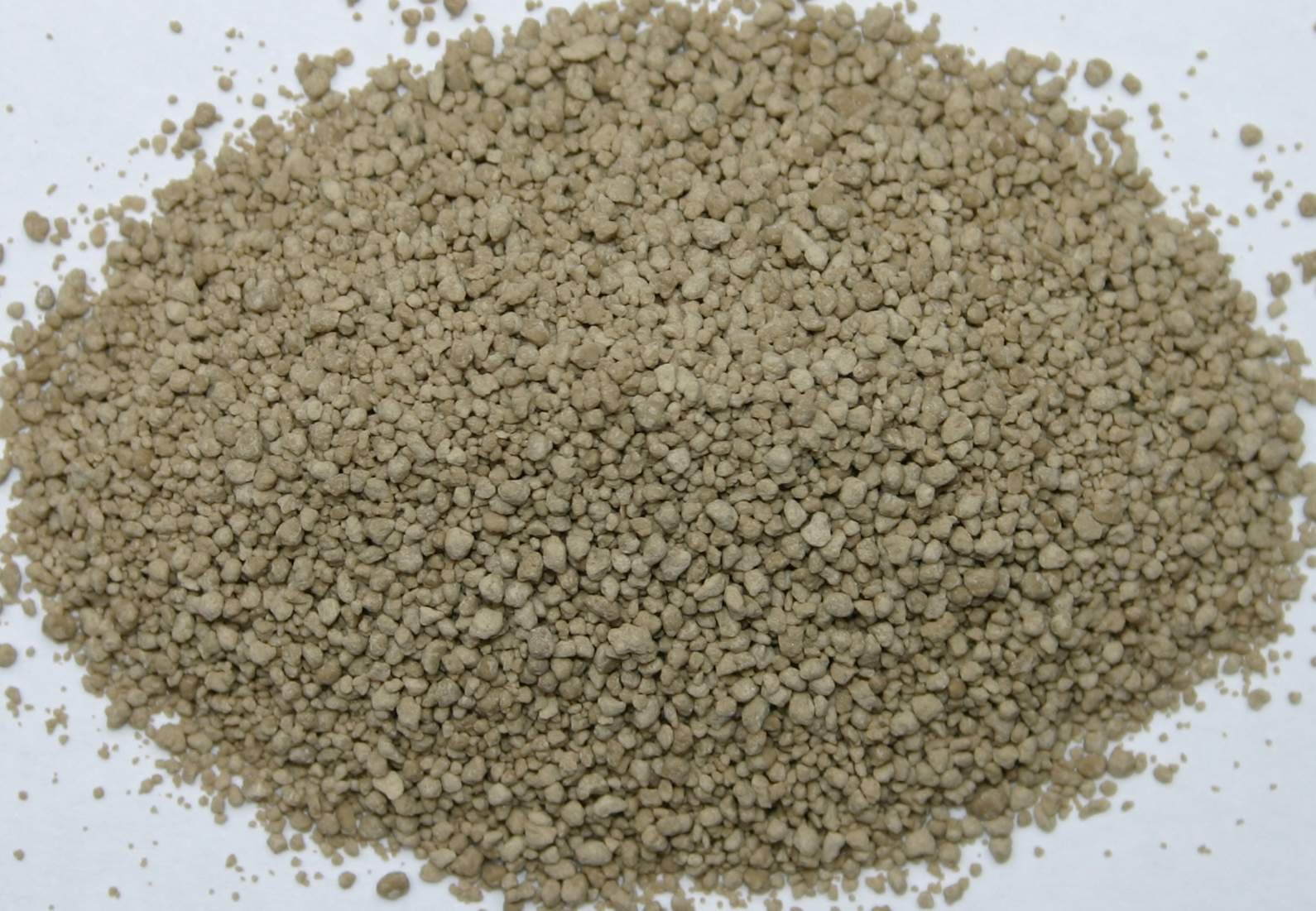
نیشکرِ کامل، تصفیه نشده

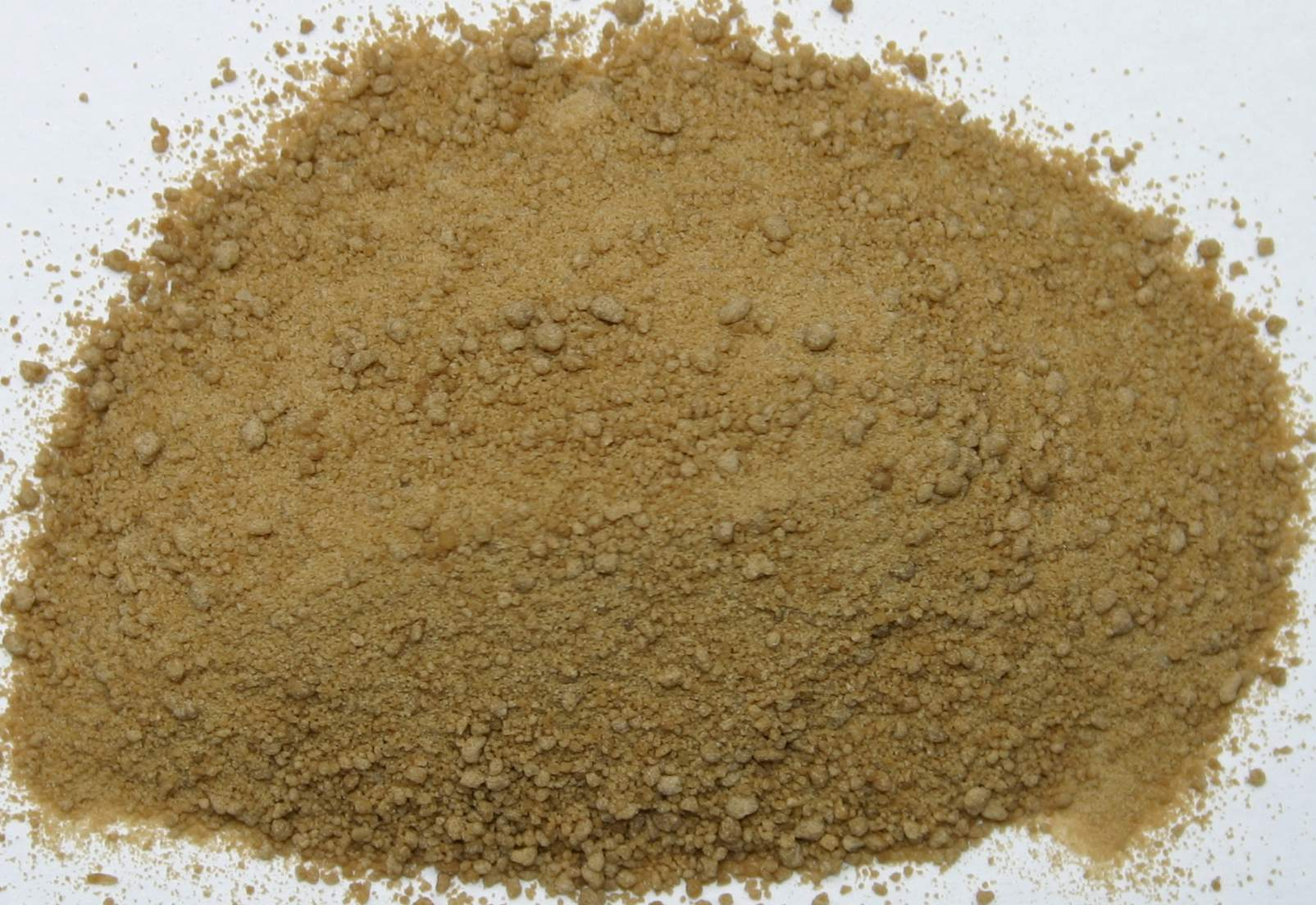
نیشکرِ کامل، تصفیه شده

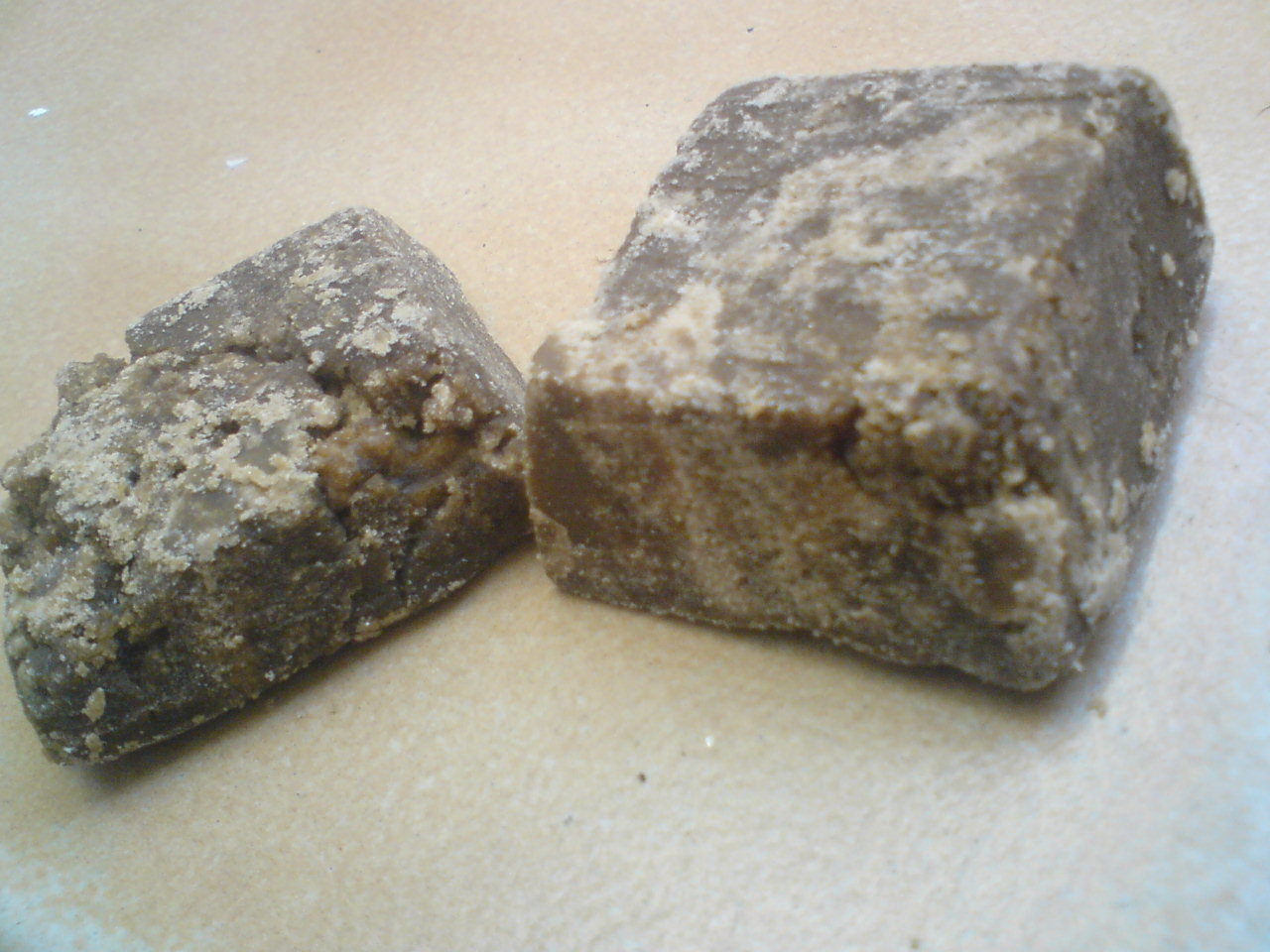
راپادورا (برزیل)

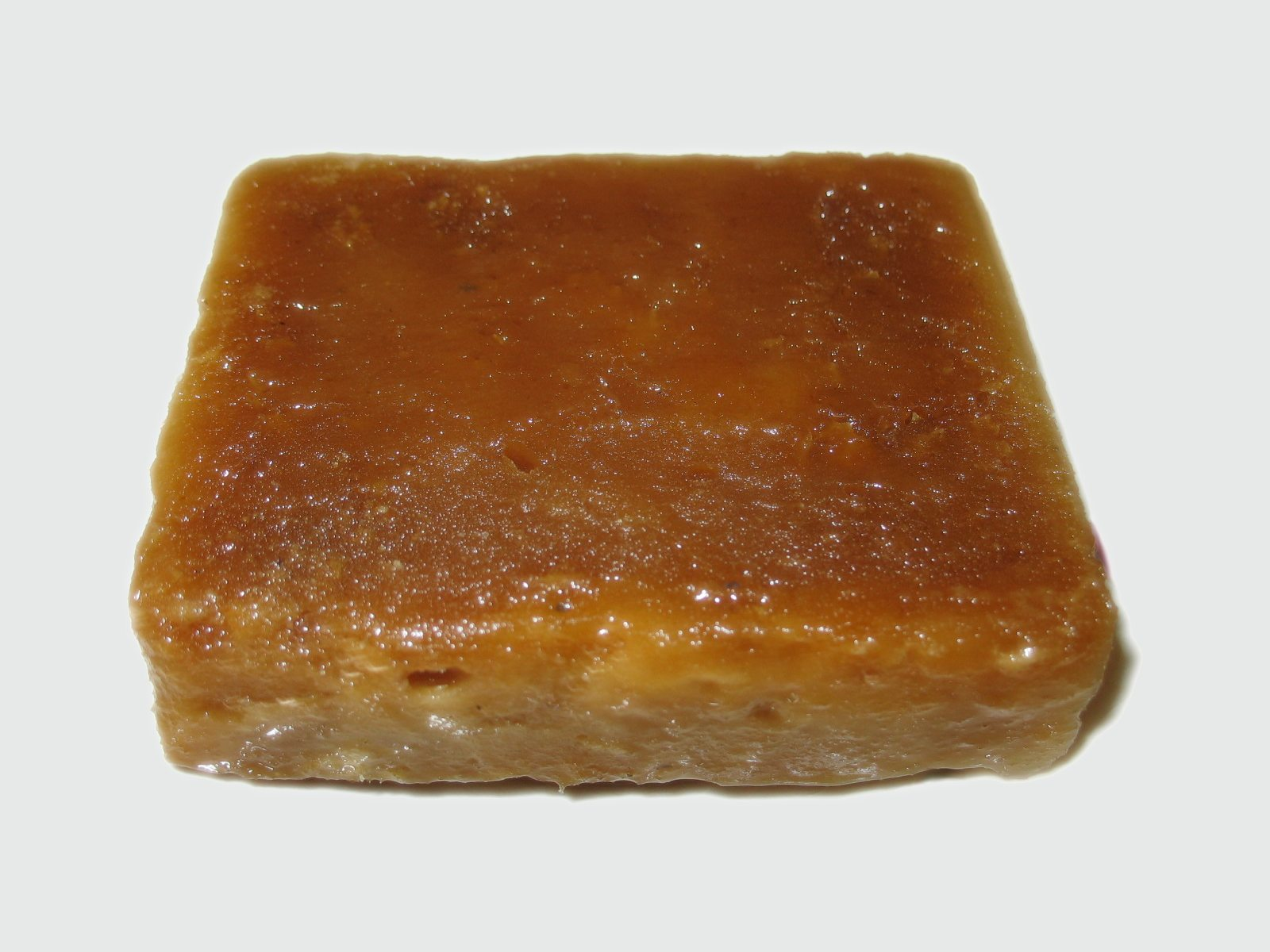
پانلا (کلمبیا)

نیشکر کامل نوع شکر پالایش نشده‌است که از آبِ نیشکر به وسیلهٔ الک کردن، غلیظ کردن، خشک کردن و آسیاب کردن به دست آورده می‌شود. وابسته به تصفیه محصول نهایی از خلکستری تا قهوه ای تیره است. نیشکر کامل دارای طعم خاص مخصوص است و به ۹۵٪ از ساکاروز و نوع‌های شکر دیگه تشکیل شده‌است.
در گذشته، آبِ نیشکر تصفیه نشده بود، که بدان طریق مواد معدنی، ویتامین‌ها و عطرها در محصول نهایی ماندند. امروزه بعضی از تولیدکنندگان آبِ نیشکر را با استفاده از کلسیم کربنات تصفیه می‌کنند، که به آن وسیله قسمتی از آن مواد برطرف می‌شوند.
طعم خاص از نوع کارامل یا شیرین‌بیان توصیف می‌شود. در محصول‌های نهایی نیشکر کامل بعضی اوفات در بادام کرِم روغنی، شکلات، گرد کاکائو یا موسلی پیدا می‌شود. مناسب هست برای شیرین کردن نوشیدنی، نان شیرینی، خوراک شیرین، سس‌های تاریک و بامزه مثل برای گوشت گاو سرخ کرده و سس دسر قوی. محصول اکثراً در کشاورزی زیستی فروخت و هم در تجارت منصفانه.
در هند نیشکرِ کامل مادهٔ قندی سنتی است و آنجا یَگِری خوانده می‌شود. مطابق سنت، آب نیشکر بر آتشِ باز پخته می‌شود. در تعلیم آیورودا به ساتوا گونا شمارده می‌شود - موادغذایی که دربارهٔ آن‌ها گفته می‌شود که خیلی خوب هستند برای تندرستی. در سال ۱۹۶۸ پزشک اطفال سویسی مَکْس-هِنری بگا یَگِری به اروپا وارد کرد برای بررسی کردن تأثیراش به دندان‌ها. تحصیلات اش نشان دادند که خوردن این مواد اطفال به پوسیدگی دندان مبتلا نمی‌شود. اما این به وسیلهٔ تحصیلات دیگر به‌طور کافی تأیید نشده. پس از این برادرش فِلیکْس-عَمی بِگا و آلبِرت یِرسین شروع کرندن که آن نیشکر کامل را در سویس تولید کنند. دکتر م. -ه. بگا مطابق به آردِ کامل، محصول را نیشکر کامل نامید.